# Kryštof 13

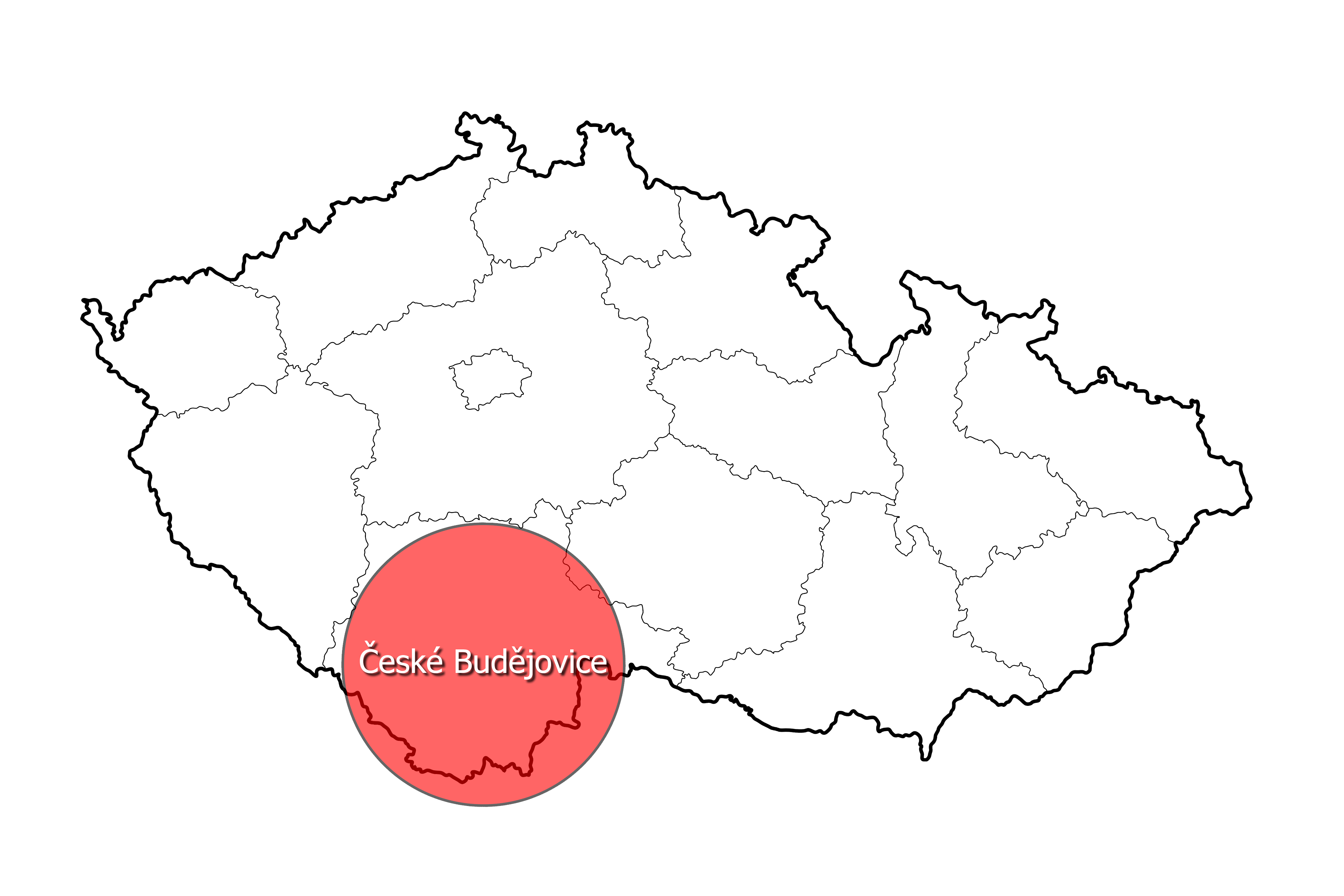
Poloha stanice a akční rádius vrtulníku Kryštof 13

Kryštof 13 je volací znak a všeobecně rozšířené označení vrtulníku letecké záchranné služby (LZS) v Jihočeském kraji. Provoz LZS v Jihočeském kraji zajišťovala Armáda ČR vrtulníky W-3A Sokol ze základny na letišti v Bechyni. Od 1.1.2021 převzal Kryštof 13 společnost DSA z Letiště České Budějovice.

## Historie
Zkušební provoz letecké záchranné služby byl v Českých Budějovicích poprvé zahájen 1. května 1991. Provozní stanice se nacházela na Letišti Planá u Českých Budějovic. Prvním provozovatelem byla Československá armáda, přesněji 31. smíšená letka velení a průzkumu Bechyně. Pro LZS byly nasazovány vrtulníky Mil Mi-2. První volací znak byl Záchrana 215. Zdravotnickou část osádky tvořili už tehdy zaměstnanci záchranné služby z Českých Budějovic. Kromě vrtulníků Mi-2 byly k sekundárním letům připraveny také stroje Mil Mi-8, které vzlétaly v případě potřeby přímo z Bechyně.
K 1. lednu 1993 přebírá provoz LZS Armáda České republiky a je zaveden nový volací znak Kryštof 13. V průběhu roku 1993 se letecká záchranná služba v Českých Budějovicích dostává do existenčních problémů a hrozí její zrušení. 1. ledna 1995 přebírá oficiálně středisko nestátní společnost Helicopter, avšak armáda zajišťuje chod LZS po dohodě až do 6. ledna. Nový provozovatel přesunul středisko LZS na letiště do Hosína. Zpočátku používal pro leteckou záchrannou službu také stroje Mi-2, ale v průběhu roku 1995 se ve službě objevují modernější vrtulníky PZL Kania (imatrikulace OK-WIM, OK-VIL a OK-MIK). V roce 1997 havaroval stroj s imatrikulací OK-WIM a do služby se již nevrátil. K další změně provozovatele dochází s příchodem roku 2004, kdy stanici přebírá nestátní společnost Alfa-Helicopter. Od roku 2004 slouží na českobudějovické stanici LZS vrtulník Bell 206L-4T s imatrikulací OK-ZIU, který sloužil do konce roku 2003 na stanici Kryštof 04 v Brně. V průběhu roku 2004 je pro LZS nasazen zcela nový vrtulník Bell 427 s imatrikulací OK-AHB.
Provozovatelem vrtulníku je nestátní společnost Alfa-Helicopter. Zdravotnickou část posádky LZS zajišťuje Zdravotnická záchranná služba Jihočeského kraje, ostatní provozní pracovníky včetně pilotů zajišťuje společnost Alfa-Helicopter.
5. února 2010 došlo k nehodě vrtulníku s imatrikulační značkou OK-AHB, který letěl pro pacienta do Jihlavy. Mezi Horní Olešnou a Panskými Dubenkami vlétnul vrtulník do husté mlhy a z důvodu silného větru došlo ke kontaktu vrtulníku s terénem.
Nikomu z tříčlenné posádky se nic nestalo, nicméně vrtulník se stal provozu neschopný. 6. února ve 13:40 došlo k příletu záložního stroje z Olomouce.
Po nehodě slouží krátce na stanici původní Bell 206L-4T (ovšem se slovenskou imatrikulací OM-ZIU) a později je na stanici trvale nasazen stroj Bell 427 (OK-AHE). V průběhu roku 2011 dochází k další výměně a na stanici slouží Bell 427 s imatrikulací OK-EMI.
Od září 2015 se stanice letecké záchranné služby nachází na letišti v Plané u Českých Budějovic. Provoz stanice je omezen na denní dobu limitovanou východem a západem slunce. V nočních hodinách je oblast Jihočeského kraje pokryta pro neodkladné sekundární lety vrtulníky z provozních stanic Kryštof 01 z Prahy a Kryštof 07 z Plzně. Jako záloha pro stanici Kryštof 13 slouží vrtulník Bell 427 (OK-AHE). Akční rádius vrtulníků LZS má rozsah cca 70 km, který odpovídá doletové době zhruba 18 minut od vzletu.
Na konci roku 2011 bylo oznámeno, že v průběhu roku 2012 započne výstavba nového heliportu v areálu Letiště České Budějovice. Stavba byla dokončena v roce 2015. Provoz LZS tu ale netrval příliš dlouho, pouze do konce roku 2016.

## Současnost
Od 1. ledna 2021 zajišťuje leteckou záchrannou službu v Jihočeském kraji ze základny v Plané firma DSA (společnost) strojem Eurocopter EC135 T2+ OK-JIX (dříve OK-AHG / OE-XVH).

## Galerie

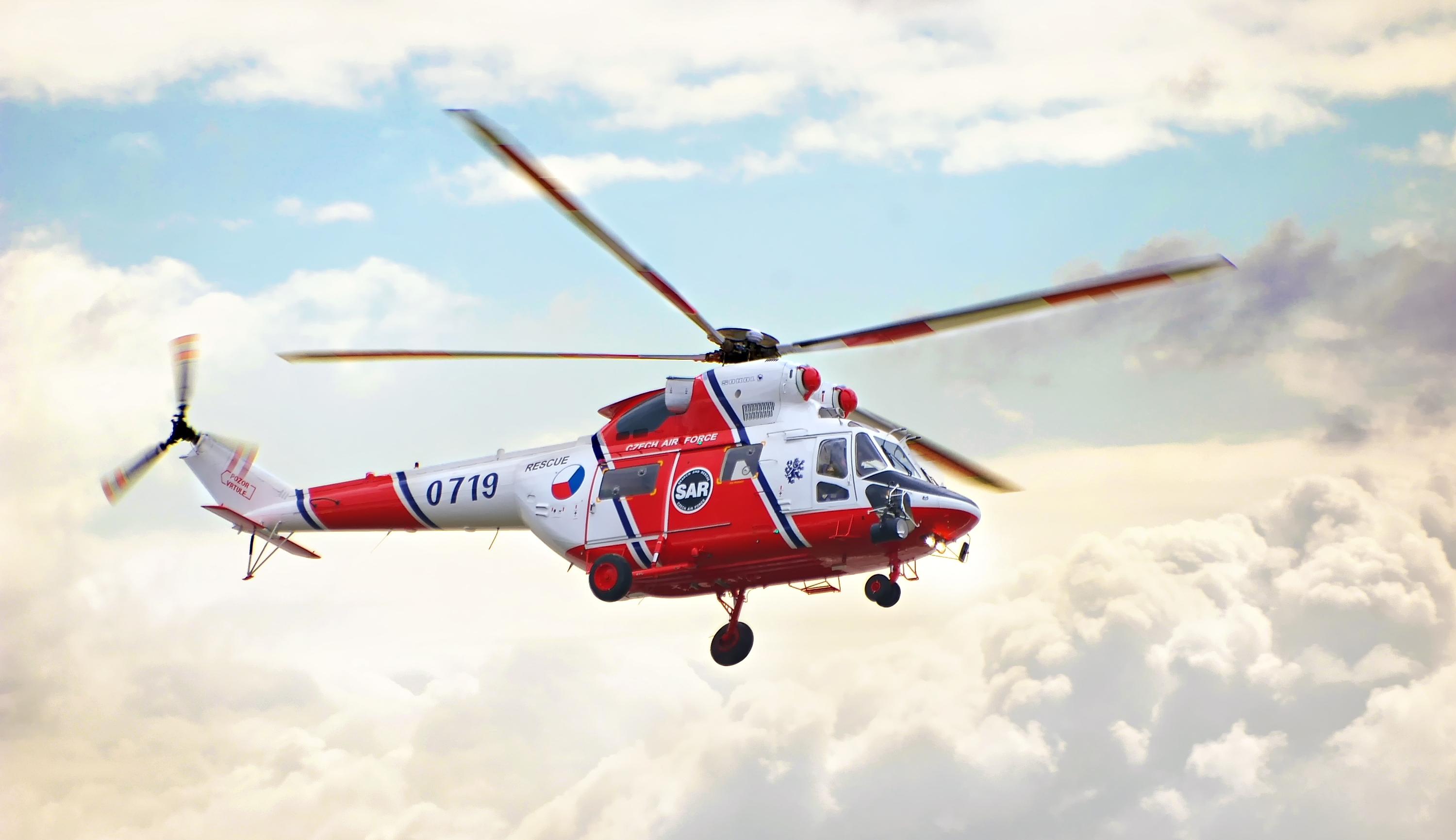
Vrtulník W-3A Sokol létá jako LZS v Jihočeském kraji od 1.1.2017 ze základny na letišti v Bechyni
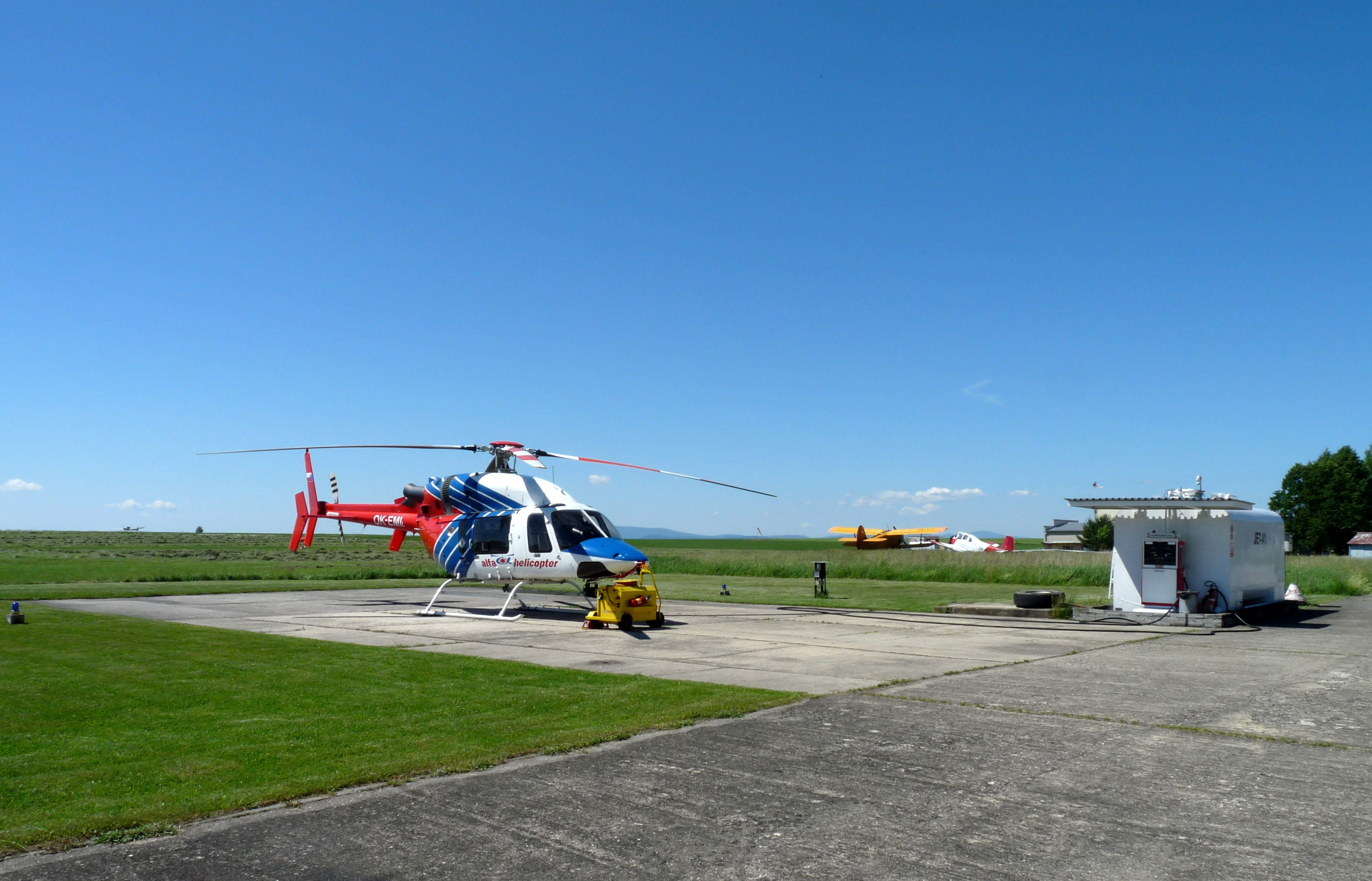
Základna letecké záchranné služby Kryštof 13 v Plané u Českých Budějovic
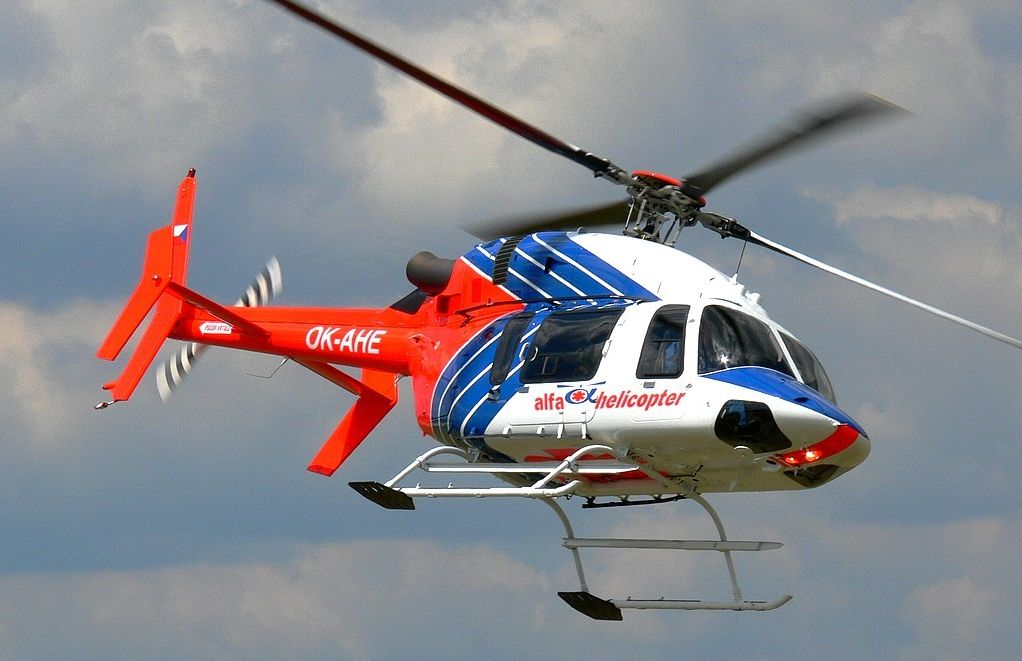
Záložní vrtulník Bell 427 registrační značky OK-AHE
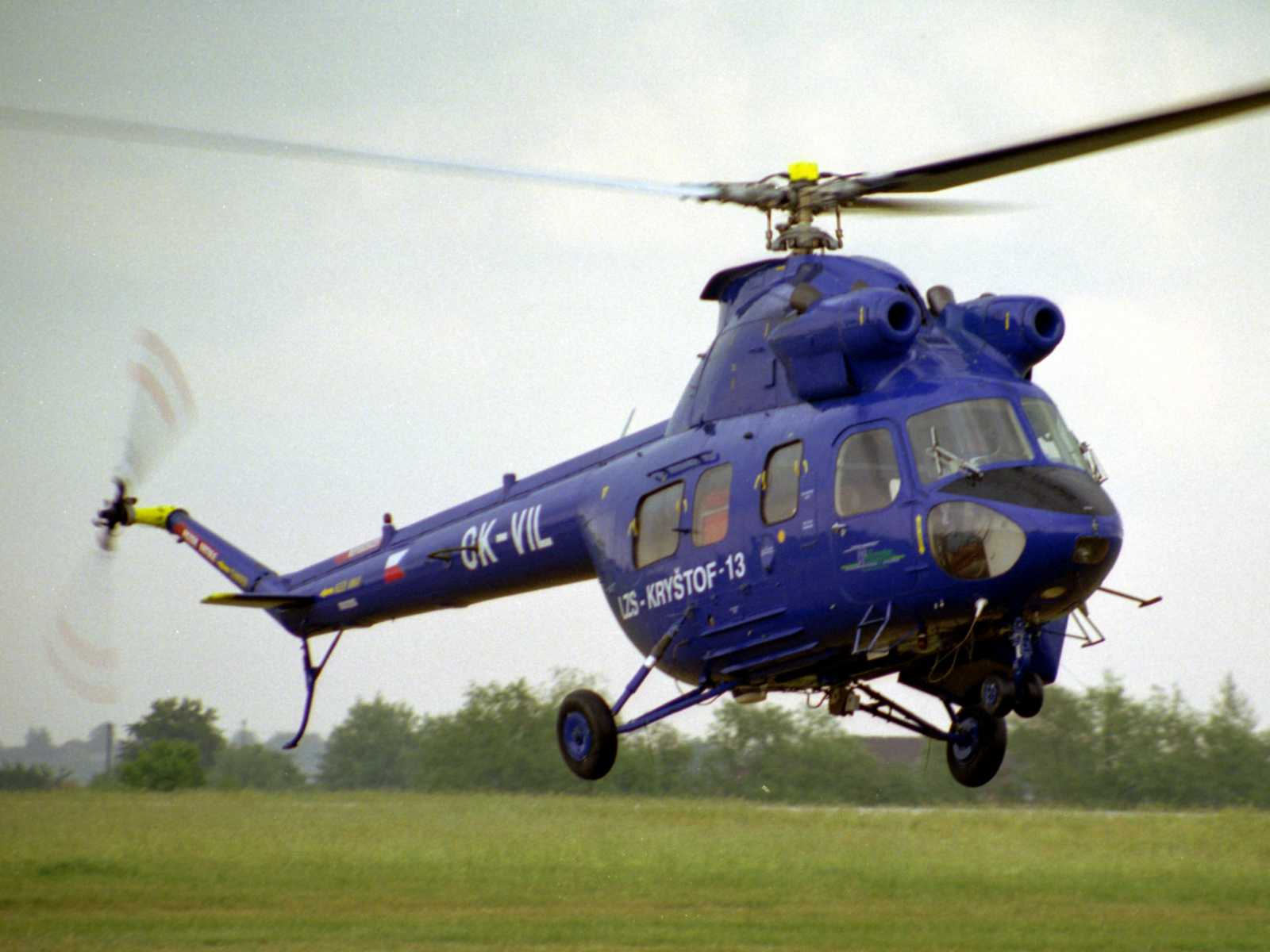
Vrtulník PZL Kania společnosti Helicopter jako Kryštof 13 (do konce roku 2003)
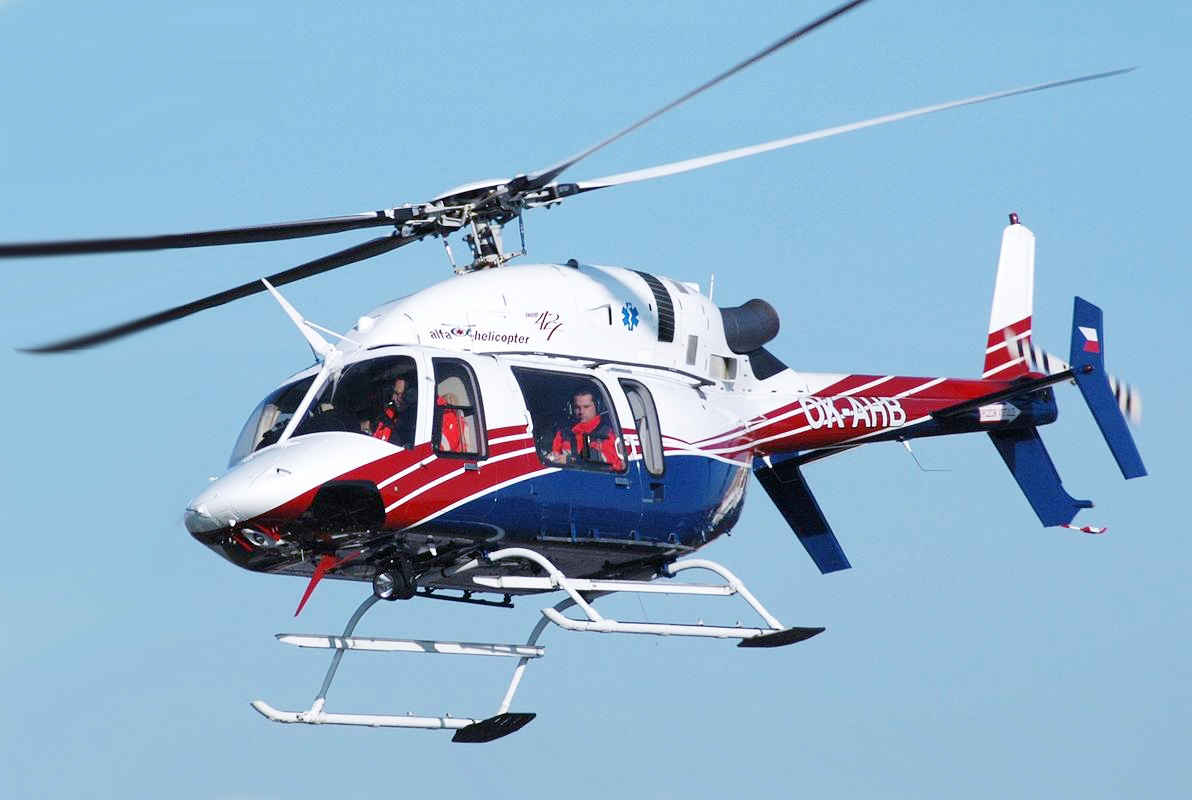
Vrtulník Bell 427 s imatrikulací OK-AHB havaroval 5. února 2010